# Grapa
|  | Per a altres significats, vegeu «Grapa (desambiguació)». |

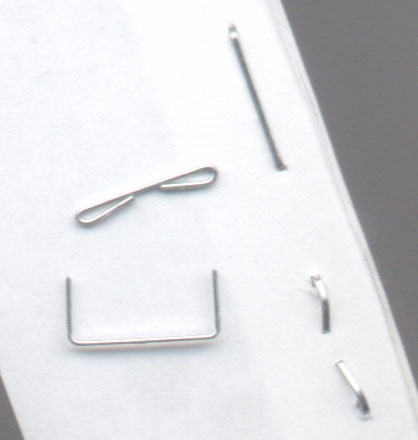
Grapes sense engrapar i engrapades (per davant i per darrere).

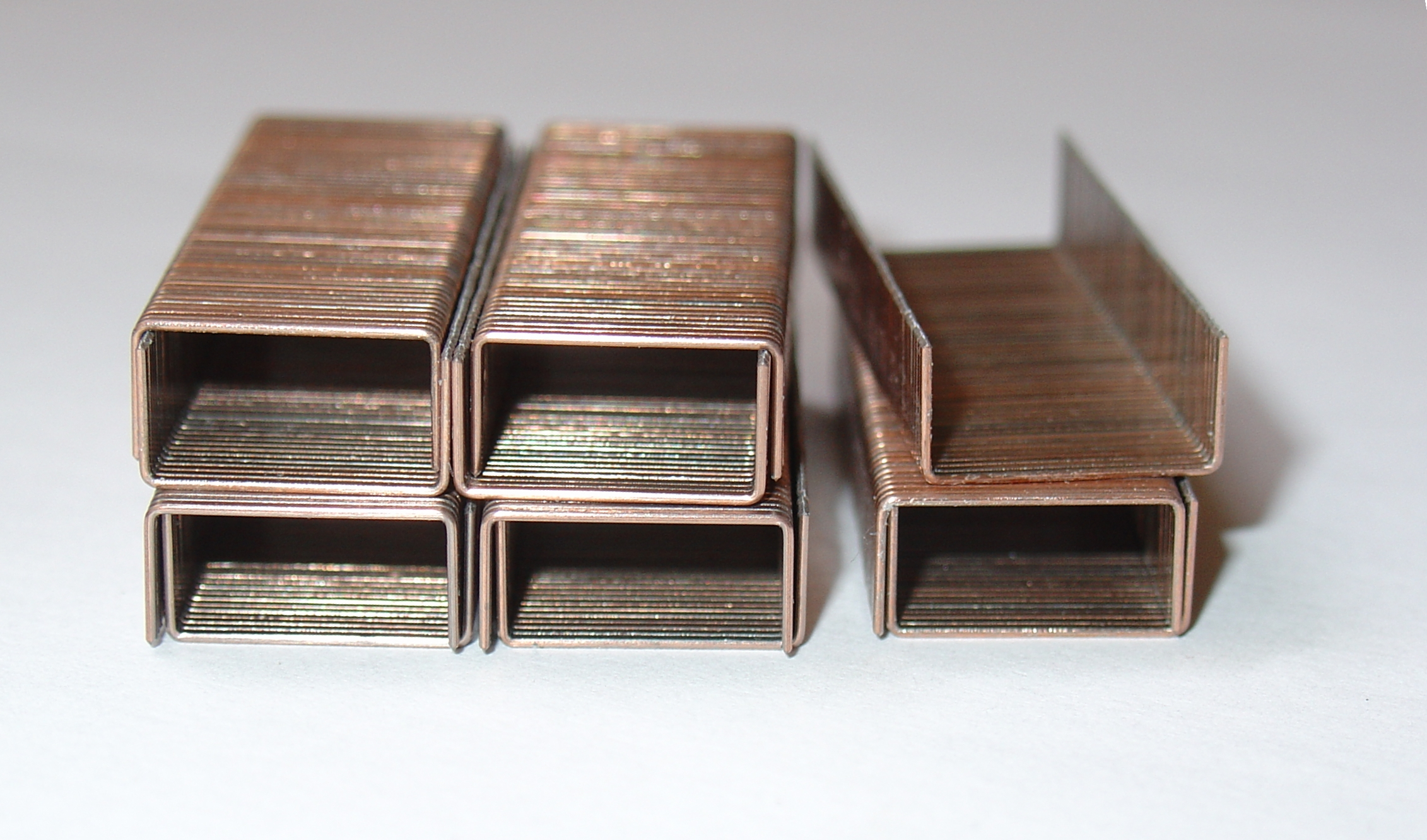
Grapes recobertes de coure.

Una grapa o gafa metal·lica és una tija de ferro o altre metall que els seus dos extrems doblegats i punxeguts es claven per a unir i subjectar papers, taules o altres coses.
Les grapes s'han emprat al llarg de la història per a enllaçar els carreus d'una fàbrica i sent de ferro en construccions econòmiques i de bronze en la resta. En les antigues construccions de l'època romana, es van fer algunes de fusta en forma de doble cua d'oreneta però les més emprades foren les de bronze i el desig d'apoderar-se d'aquest metall ha contribuït notablement a la destrucció dels monuments antics. Escollien el bronze perquè, a més de ser més durador, no es rovella com el ferro augmentant de volum i fent saltar les pedres.